# کلاته میرعلی
کلاته میرعلی، روستایی است از توابع بخش روداب و در شهرستان سبزوار استان خراسان رضوی ایران.

## جمعیت
این روستا در دهستان فروغن قرار داشته و بر اساس سرشماری سال ۱۳۸۵ جمعیت آن ۲۸۱ نفر (۹۱ خانوار)
بوده است.